# Považany
Považany (in ungherese Vágmosóc) è un comune della Slovacchia facente parte del distretto di Nové Mesto nad Váhom, nella regione di Trenčín.